# Melanie Lynskey
Melanie Jayne Lynskey (New Plymouth, 16 mei 1977) is een televisie- en filmactrice uit Nieuw-Zeeland. In 1995 won ze op de New Zealand Film and TV Awards de prijs voor beste actrice, voor haar acteerdebuut in Heavenly Creatures (1994). Ze speelde in de serie Two and a Half Men het personage Rose.
Lynskey trouwde op 14 april 2007 met acteur Jimmi Simpson, met wie ze samen speelt in Rose Red (2002), Itty Bitty Titty Committee (2007) en A Quiet Little Marriage (2008).

## Filmografie
- The Tattooist of Auschwitz (2024, televisieserie)
- The Last of Us (2023, televisieserie)
- Yellowjackets (2021, televisieserie)
- Don't Look Up (2021)
- Mrs. America (2020, miniserie)
- I Don't Feel at Home in This World Anymore (2017)
- Sunshine Kings (2017, miniserie)
- The Perks of Being a Wallflower (2012)
- Up in the Air (2009)
- Leaves of Grass (2009)
- A Quiet Little Marriage (2008)
- Show of Hands (2008)
- Comanche Moon (2008, miniserie)
- Itty Bitty Titty Committee (2007)
- Flags of Our Fathers (2006)
- Park (2006)
- Say Uncle (2005)
- The Nearly Unadventurous Life of Zoe Cadwaulder (2004)
- Shattered Glass (2003)
- Claustrophobia (2003)
- Sweet Home Alabama (2002)
- Abandon (2002)
- Rose Red (2002, miniserie)
- Snakeskin (2001)
- Coyote Ugly (2000)
- The Cherry Orchard (1999)
- But I'm a Cheerleader (1999)
- Detroit Rock City (1999)
- Foreign Correspondents (1999)
- Measureless to Man (1999)
- Ever After (1998)
- The Frighteners (1996)
- Heavenly Creatures (1994)

- Bibsys: 10020436
- Biblioteca Nacional de España: XX1177309
- Bibliothèque nationale de France: cb14201290n (data)
- Gemeinsame Normdatei: 14239789X
- International Standard Name Identifier: 0000 0001 1437 0561
- Library of Congress Control Number: no2003087817
- Nationale Bibliotheek van Tsjechië: xx0183216
- Nationale Bibliotheek van Israël: 987007439906905171
- Nationale Bibliotheek van Polen: a0000001653048
- Nederlandse Thesaurus van Auteursnamen: 146955447
- Système universitaire de documentation: 070422923
- Virtual International Authority File: 5142903
- WorldCat: E39PBJtXbgbtT3kDCVXYKR7GpP